# Bazens
Bazens ist eine französische Gemeinde mit 504 Einwohnern (Stand: 1. Januar 2022) im Département Lot-et-Garonne in der Region Nouvelle-Aquitaine. Sie gehört zum Arrondissement Agen und zum Kanton Le Confluent.

## Geografie
Die Gemeinde Bazens liegt im Agenais, 15 Kilometer westnordwestlich von Agen an der Mündung des Flusses Masse de Prayssas in die Garonne. Umgeben wird Bazens von den Nachbargemeinden Galapian im Nordwesten und Norden, Saint-Salvy im Norden und Nordosten, Frégimont im Nordosten und Nordosten, Clermont-Dessous im Süden und Osten, Saint-Laurent im Süden und Südwesten sowie Port-Sainte-Marie im Westen. Durch die Gemeinde führt die frühere Route nationale 113 (heutige D813).

## Bevölkerungsentwicklung
| Jahr                       | 1962 | 1968 | 1975 | 1982 | 1990 | 1999 | 2006 | 2012 | 2022 |
| -------------------------- | ---- | ---- | ---- | ---- | ---- | ---- | ---- | ---- | ---- |
| Einwohner                  | 364  | 333  | 325  | 372  | 430  | 480  | 513  | 535  | 504  |
| Quellen: Cassini und INSEE |      |      |      |      |      |      |      |      |      |

## Sehenswürdigkeiten
- Kirche Saint-Martial aus dem 14. Jahrhundert, Umbauten Ende des 15. Jahrhunderts, seit 1935 Monument historique
- Schloss Bazens aus dem 15. Jahrhundert, seit 1935 Monument historique
- Wasserturm

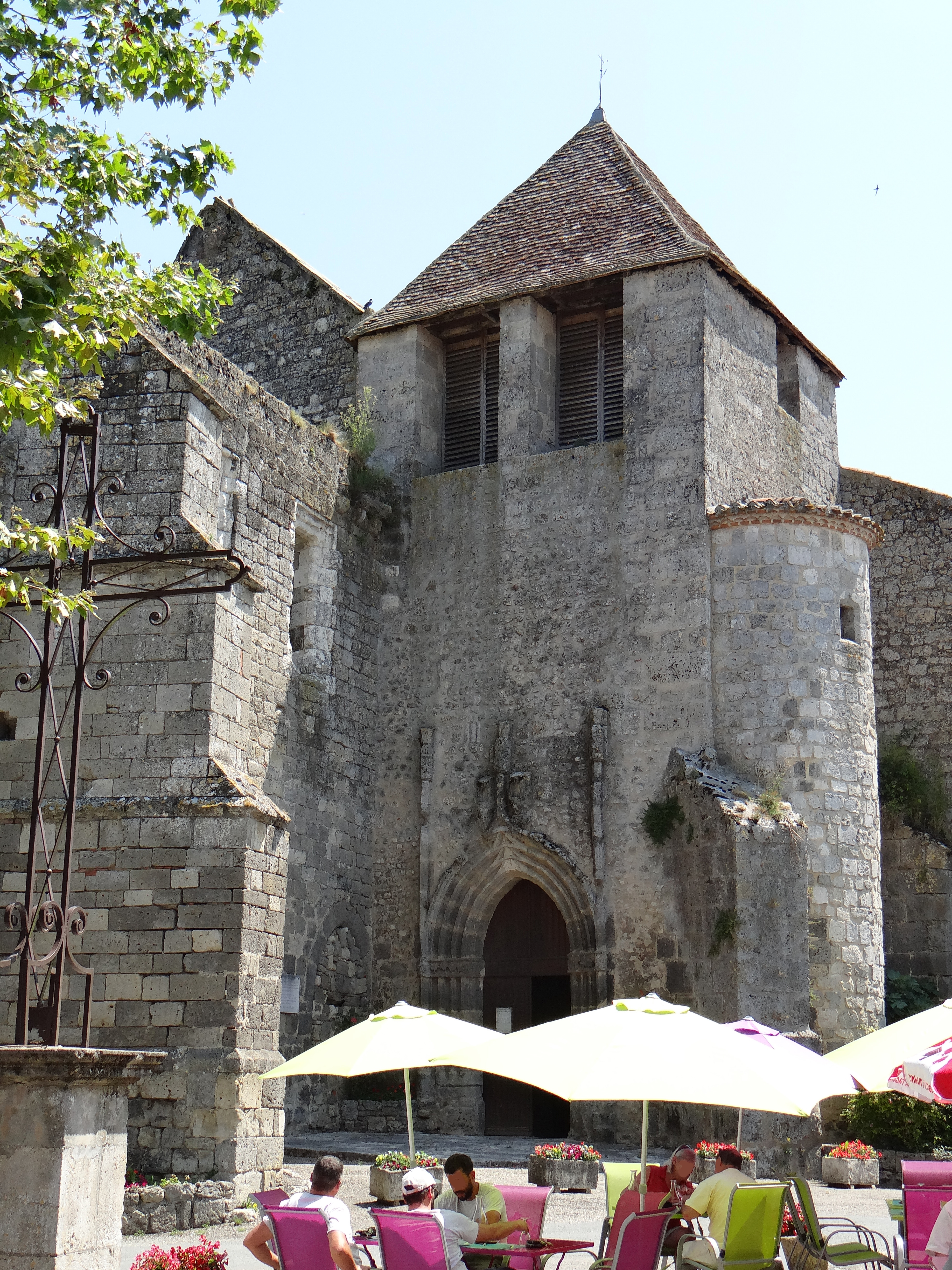
Kirche Saint-Martial
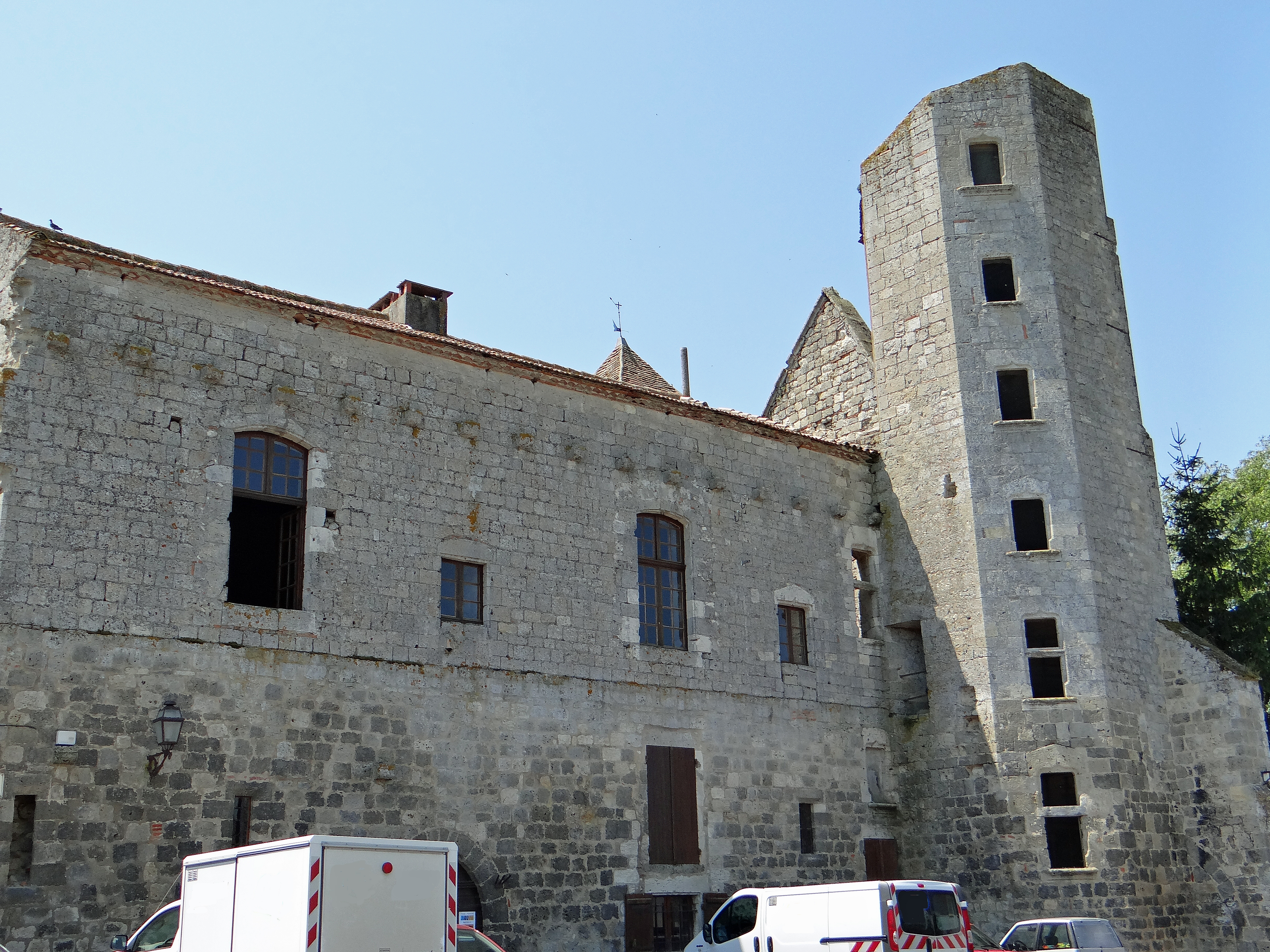
Schloss Bazens
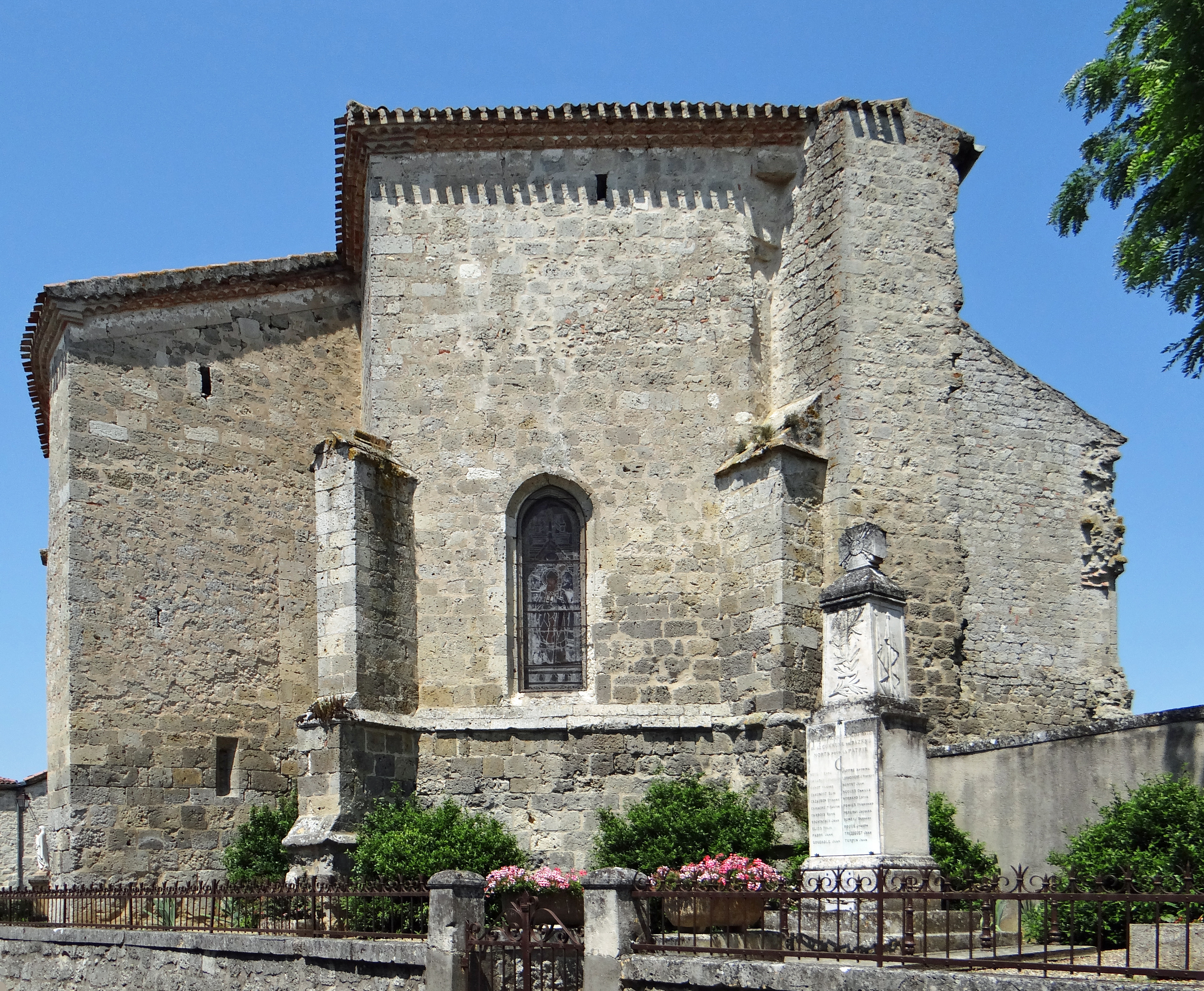
Gefallenendenkmal

## Persönlichkeiten
- Matteo Bandello (um 1485–um 1560), Bischof von Agen und Schriftsteller, verfasste seine Novellen auf Schloss Bazens, wo er auch gestorben sein soll